# Beta Cancri
Beta Cancri (Al Tarf, 17 Cancri) é uma estrela na direção da Cancer. Possui uma ascensão reta de 08h 16m 30.95s e uma declinação de +09° 11′ 08.4″. Sua magnitude aparente é igual a 3.53. Considerando sua distância de 290 anos-luz em relação à Terra, sua magnitude absoluta é igual a −1.22. Pertence à classe espectral K4III.